# Parafia Najświętszego Serca Jezusowego w Łosewie
Parafia pw. Najświętszego Serca Jezusowego w Łosewie – parafia rzymskokatolicka należąca do dekanatu Kolno, diecezji łomżyńskiej, metropolii białostockiej. 
Erygowana w 1906 roku. Jest prowadzona przez księży diecezjalnych.

## Obszar parafii

### Miejscowości i ulice
W granicach parafii znajdują się miejscowości: 
- Łosewo,
- Gietki,
- Janowo,
- Niksowizna,
- Ruda-Skroda.